# Hans Pulver
Hans Pulver (* 28. Dezember 1902; † 8. April 1977 in Bern) war ein Schweizer Fussballtorhüter. 

## Karriere
Hans Pulver spielte auf Vereinsebene von 1922 bis 1936 für den BSC Young Boys und war von 1935 bis 1942 für den Klub als Trainer tätig. Des Weiteren trainierte er nach seiner Zeit bei den Young Boys von 1944 bis 1946 den FC Bern und zwischen 1948 und 1949 den FC Thun.
Für die Schweizer Nationalmannschaft hütete er zwischen 1922 und 1926 in 22 Spielen das Tor und gewann mit dieser bei den Olympischen Sommerspielen 1924 die Silbermedaille.